# فرانچسکا آرکیبوجی
فرانچسکا آرکیبوجی (ایتالیایی: Francesca Archibugi؛ ‏ تلفظ ایتالیایی: [franˈtʃeska arkiˈbudʒi]؛ زادهٔ ۱۶ مهٔ ۱۹۶۰) کارگردان فیلم و فیلم‌نامه‌نویس اهل ایتالیا است که آثارش در جشنواره‌های معتبر به‌نمایش درآمده است.
از فیلم‌ها یا مجموعه‌های تلویزیونی که وی در آن‌ها نقش داشته است، می‌توان به فردا اشاره نمود.